# Diecezja Al-Aghwat
Diecezja Al-Aghwat (łac. Dioecesis Laghuatensis, fr. Diocèse de Laghouat) – rzymskokatolicka diecezja ze stolicą w Ghardaji w Algierii. Biskupstwo nie wchodzi w skład żadnej metropolii.
W 2016 w diecezji służyło 22 braci i 36 sióstr zakonnych.

## Historia
19 lipca 1901 papież Leon XIII erygował prefekturę apostolską Ghardaja. Dotychczas wierni z tych terenów należeli do wikariatu apostolskiego Sahary i Sudanu (obecnie archidiecezja Bamako w Mali).
10 stycznia 1921 zmieniono nazwę na prefektura apostolska Ghardaja na Saharze.
28 kwietnia 1942 prefektura utraciła część terytorium na rzecz prefektury apostolskiej Niamey (obecnie archidiecezja Niamey w Nigrze).
10 czerwca 1948 prefekturę apostolską Ghardaja na Saharze podniesiono do rangi wikariatu apostolskiego.
14 września 1955 papież Pius XII podniósł wikariat apostolski Ghardaja na Saharze do rangi diecezji i nadał mu obecną nazwę pochodzącą od nowej siedziby biskupa w Al-Aghwat (Laghouat).
Po przegranej Francuzów w wojnie algierskiej i uzyskaniu niepodległości przez Algierię nastąpiła masowa ucieczka Europejczyków, a wraz z tym znaczny spadek liczby katolików. Obecnie biskupi ponownie rezydują w Ghardaji, gdzie mieści się prokatedra diecezji. Katedra św. Hilariona w Al-Aghwat nie pełni już roli świątyni katolickiej.

## Ordynariusze

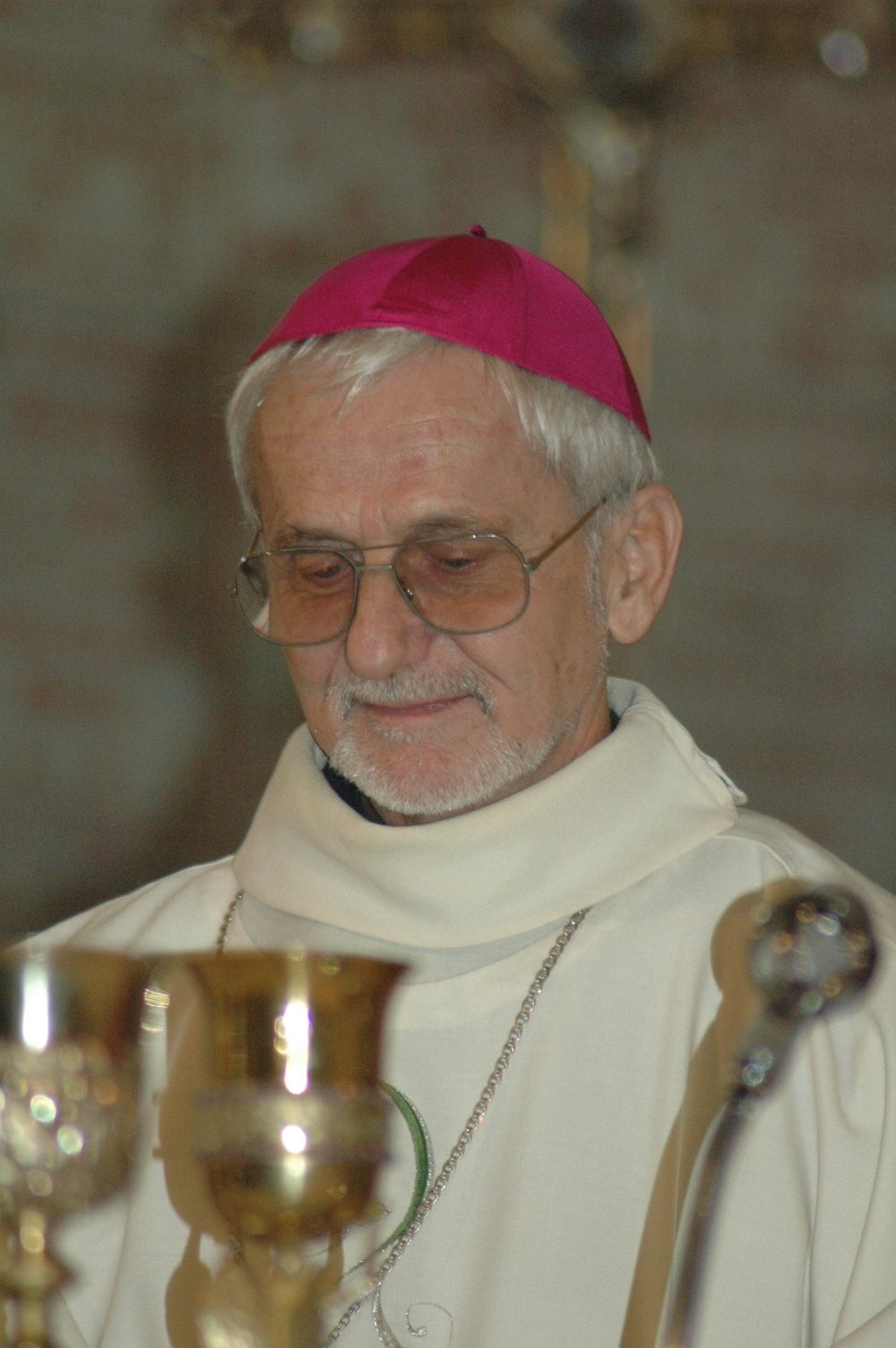
bp. Claude Jean Narcisse Rault MAfr

### Prefekci apostolscy
- Charles Guérin (1901–1910)
- Henry Bardou (1911–1916)
- Louis David (1916–1919)
- Gustave-Jean-Marie Nouet MAfr (1919–1941)
- Georges-Louis Mercier MAfr (1941–1948)

### Wikariusz apostolski
- Georges-Louis Mercier MAfr (1948–1955)

### Biskupi
- Georges-Louis Mercier MAfr (1955–1968)
- Jean-Marie Michel Arthur Alix Zacharie Raimbaud MAfr (1968–1989)
- Michel-Joseph-Gérard Gagnon MAfr (1991–2004)
- Claude Rault MAfr (2004–2017)
- John MacWilliam MAfr (2017–2025)
- Diego Sarrió Cucarella MAfr (od 2025)